# John Jensen (Fußballspieler, 1965)
John „Faxe“ Jensen (* 3. Mai 1965 in Kopenhagen) ist ein ehemaliger dänischer Fußballspieler und -trainer.

## Spieler

### Vereinskarriere
Er begann seine Karriere 1986 bei Brøndby IF. Mit dem Kopenhagener Vorortverein gewann er 1987 die dänische Meisterschaft. 1988 wechselte John Jensen in die deutsche Bundesliga zum Hamburger SV. Als der HSV im Januar 1990 den Brasilianer Nando verpflichtete und mit Jan Furtok ein weiterer Ausländer zum Aufgebot gehörte, saß Jensen wegen der damals in der Bundesliga geltenden Ausländerbeschränkung fortan auf der Tribüne. Ende März 1990 kehrte er zu Brøndby IF zurück. 1992 wechselte Jensen in die englische Premier League zum FC Arsenal, wo er allerdings nur ein Tor in vielen Begegnungen schoss und diesbezüglich die an ihn gesteckten Erwartungen nicht erfüllen konnte (so sangen die Arsenal-Fans: „We'll be there, when Jensen scores.“). Mit Arsenal gewann er 1993 den FA-Cup sowie 1994 den Europapokal der Pokalsieger.
Daher kehrte Jensen 1996 abermals zu Brøndby IF zurück. In seiner „dritten Phase“ in Brøndby gelang ihm der Gewinn des dänischen Pokals.
1999 wechselte er zu Herfølge BK. Mit dem Verein wurde er 1999/2000 überraschend dänischer Meister. In der Folgesaison stieg man allerdings ab. 2002 beendete John Jensen seine Karriere.

### Nationalmannschaft
John Jensen lief am 24. September 1986 in Kopenhagen, bei der 0:2-Niederlage gegen (West-)Deutschland, zum ersten Mal für die Nationalmannschaft Dänemarks auf, als er in der 81. Minute für Henrik Andersen eingewechselt wurde. Im Zuge eines Qualifikationsspiels zu den Olympischen Spielen 1988 am 10. Juni 1987, gegen Rumänien, schoss Jensen seinen ersten Treffer für die Nationalmannschaft, wo er das 7:0 markierte (Endstand: 8:0). Im selben Jahr bestritt er auch ein Spiel in der Qualifikation zur Fußball-Europameisterschaft 1988. John Jensen war bei diesem Turnier ebenfalls anwesend und kam in zwei Gruppenspielen, gegen Spanien und Italien, zum Einsatz. Am Ende stand jedoch das Ausscheiden nach der Gruppenphase. Bei der darauffolgenden Qualifikation zur Fußball-Weltmeisterschaft 1990 war John Jensen ebenfalls dabei. Die Qualifikation zur Fußball-Weltmeisterschaft wurde jedoch verpasst. Auch bei der darauffolgenden Qualifikation zur Fußball-Europameisterschaft 1992 spielte Jensen mit. Diese Qualifikation wurde ebenfalls verpasst. 1992 rückte jedoch Dänemark als Ersatz für das politisch bedingt disqualifizierte Jugoslawien nach. John Jensen gewann überraschenderweise daraufhin die Europameisterschaft. Er selber trug mit seinem Treffer zum 1:0 im Endspiel gegen Deutschland zum Titelgewinn bei (Endstand: 2:0). Nach dem Titelgewinn war John Jensen auch bei der misslungenen Qualifikation zur Fußball-Weltmeisterschaft 1994 für die Nationalelf Dänemarks aktiv. Ebenso spielte er auch bei der Qualifikation zur Fußball-Europameisterschaft 1996 für Dänemark. Während der Qualifikation bestritt Jensen auch sein letztes Länderspiel für Dänemark; beim 2:0-Sieg am 16. August 1995, gegen Armenien, wurde Jensen zu Beginn der zweiten Halbzeit durch Allan Nielsen ersetzt. Jensen bestritt 69 Länderspiele, in denen er vier Treffer erzielte.

## Trainer
Nach seiner aktiven Laufbahn wurde er Trainer beim kleinen dänischen Klub Herfølge BK, mit dem er im Jahre 2000 auch Meister der dänischen Superliga wurde. Anschließend wechselte er zurück zu Brøndby IF, wo er als Co-Trainer neben Michael Laudrup arbeitete. Im Jahr 2006 gab das Gespann beim dänischen Erstligisten seinen Rücktritt bekannt, da sich die Gehaltsvorstellungen beider Parteien zu stark differenzierten. In der Saison 2007/08 arbeitete Jensen wiederum an der Seite von Laudrup als Assistenz-Coach des FC Getafe in der spanischen Primera-Division. Mit Laudrups Weggang zum Ende der Saison war auch Jensens Engagement beim spanischen Erstligisten beendet.
Zum 1. Juli 2009 wurde er Trainer beim dänischen Erstligisten Randers FC. Dort wurde Jensen allerdings im Oktober 2009 wieder entlassen. Anschließend war er beim dänischen Fernsehsender TV3+ als Fußballexperte tätig.
In der Saison 2012/13 war kehrte er erneut als Cheftrainer zu Brøndby IF zurück. Ab dem 1. Juli 2014 trainierte er Fremad Amager. Dort blieb er vier Jahre.
Im September 2018 übernahm Jensen, während des Streits der Nationalspieler und -trainer mit dem dänischen Verband um Sponsorenverträge, interimsweise das Amt des Nationaltrainers der dänischen Fußballnationalmannschaft.
Im Juli 2019 trat er beim englischen Erstligisten FC Arsenal eine Stelle als Talentsichter an.

## Sonstiges
John Jensen ist verheiratet und hat eine Tochter.
Im Sommer 2022 erschien Jensens Buch Faxe, in dem er auf seine Laufbahn im Fußball zurückblickte.